# 伊犁农垦局六十一团场礼堂火灾
44°15′21″N 80°29′46″E / 44.255807°N 80.495979°E
伊犁六十一团场火灾是1977年2月18日（春節正月初一）發生於新疆伊犁哈薩克自治州霍城縣伊犁農墾局六十一團場（今屬新疆生產建設兵團農四師）禮堂發生的一場火災。原因是由於兵團不敢處置追悼毛澤東的花圈，拖延五個月，至春節被小孩放爆竹點燃。
1976年9月9日毛泽东逝世，新疆軍区生产建设兵团的六十一团在禮堂追悼，並動員军民扎制花圈向毛澤東表忠。按中國喪葬禮儀，追悼後花圈要么烧掉，要么移至墓地。然而，团场政治部恐懼燒花圈會被扣帽子「對毛澤東不忠」，請示伊犁地委後，於禮堂集中保管花圈。五个月后迎来1977年春节，那是文革十年以來第一個正常的春節，氣氛熱烈，因為文革破四舊運動提出「革命化春节」，春节不准回家、不准敬祖宗、不准说“恭喜发财”而要说“祝您今年见到毛主席”，還不准放鞭炮。1977年春节正月初一，团场在禮堂放朝鮮電影《戰友》，約23时15分放到中国兵和朝鲜兵拥抱的電影尾聲時，一個12歲男童悶極無聊，在禮堂放鞭炮慶祝過年，点燃了兵团五个月来一直不敢处置的毛泽东花圈，結果釀成694人死、161人烧残，其中500餘人是學生。火災後中華人民共和國封鎖國內消息，对国外宣称是“苏修搞破坏，阶级敌人放的火”。死者眾多，主因是1975年上级來召开“学理论、抓路线、促春讲现场会”，团场党委重修礼堂，4道大門堵死了3個、原有17塊落地大玻璃被砌了磚，令逃生出口僅餘一個。歷次新疆火災以此死亡最多。

## 经过

### 兵團不敢處置花圈
火灾当天，礼堂内后半部分还堆放着5個月前团场悼念毛泽东之死而扎制的花圈。5個月前，新疆軍区生产建设兵团的六十一团团场（駐霍尔果斯市阿力玛里）在禮堂追悼毛澤東。按中國喪葬禮儀，追悼後花圈要么烧掉，要么移至墓地。然而，花圈是團場動員大家向毛澤東表忠而扎制的，团场政治部恐懼燒花圈會被扣帽子「對毛澤東不忠」，「因為花圈是獻給敬愛的毛主席的，在那個年代誰也不知道該怎樣處置這些花圈。」請示伊犁地委後，伊犁地委不敢擔責任，指示集中保管再聽候處理，團場黨委就在禮堂原地保管花圈，堆到2米高。

### 春節放电影
当晚预定21点在团场俱乐部露天场开始放映朝鲜电影《战友》，講述朝鮮戰爭的中、朝合作。当晚气温约零下10至30度，在电影开始放映前十多分钟，放映組提出改在礼堂放映。負責宣傳的馬姓幹事顧累到礼堂裡的毛澤東悼念花圈，擔心「这可不是一般的花圈，这是毛主席逝世时全场1万多人精心扎制的，如果谁给弄坏了，随便捡顶帽子给你戴上，说你对毛主席不忠，谁担待得了这样的罪名？」，最終批准用禮堂一半場地。
晚21时30分左右，电影开始放映。23时15分放到中国兵和朝鲜兵拥抱的電影尾聲時，12岁的小学生赵广辉悶極無聊，在礼堂内点燃了一个俗称“地老鼠”的花炮慶祝過年。这只花炮窜进了花圈堆，引燃了花圈。火焰又蹿到房顶，银幕以及屋顶上悬着的电线很快着火，礼堂内浓烟弥漫。随后礼堂前半部的屋顶出现明火，屋顶的木板、油毡、沥青坠落。从起火到屋顶塌落，只用了半个小时。
這次春節放電影特別熱鬧，因為1977年是文革十年以來第一個正常的春節。文革破四舊運動提出「革命化春节」，春节要繼續生產不准回家、不准燒香敬祖宗、不准说“恭喜发财”而要说“祝您今年见到毛主席”，還不准放鞭炮。

### 逃生出口被堵
由于出口大多被堵，大部分人未能逃出。礼堂建于1966年，宽14.52米、长42米、顶高7.2米、墙高3.7米。礼堂设17个落地大窗户和7扇门。屋顶是用木条插拼的棱形格椽，基本没有樑，使用木板盖面，覆盖有两层油毛毡和三层沥青。1972年，礼堂正门外面加建一柱廓，有两个直径1米的柱子。1975年3月，上级部门准备在该团场召开“学理论、抓路线、促春讲现场会”（注：路线指十次路线斗争），团场中共党委决定改造礼堂，用砖将17个大窗户从下往上砌起来，仅留下17个大小为0.6米×1.4米的无玻璃窗洞。1976年2月，在二期改造工程，礼堂南北三个大门被堵死，其余各门皆上锁或用铁丝拧住，不能通行。只有礼堂南侧一个仅1.6米宽的大门能够通行。

## 善后
火灾死亡694人、烧伤致残161人。死者有500余人是团场学校学生（该校为小学、初中、高中合校，共有在校学生近1600名）。歷次新疆火災以此死亡最多。
1977年2月19日，70公里外霍城惠远的伊犁军分区边防八团收到求救電話。边防八团副团长陈福元任带领机动营两个连共280多名官兵，官兵均携带一把十字镐、一把铁锹、两副口罩。陈福元：「大多数人烧得和煤炭渣一样，有些人像沥青一样粘在一起。空气中充斥着一股令人作呕的味道，不戴口罩根本不可能靠近。我们拿着铁锹和十字镐站在尸体堆里不知如何下手。」
亲属因为悲愤，将怒气撒在六十一团场政委周政夫以及前来调查的马骥。周政夫自己的女儿也在火灾中遇难。2月底，伊犁农垦局中共党委副书记、副局长马骥兼任六十一团场政委，主理火灾善后。有亲属为了泄愤，准备将周政夫女儿的尸体从墓里扒出来暴尸示众。在马骥的要求下，上级公安部门没有抓闹事亲属。
火災後外電有報導，但中華人民共和國封鎖國內消息，对外国宣称是“苏修搞破坏，阶级敌人放的火”。1995年始有公開報導。

## 纪念地
鉴园是1997年该团场将已保留近20年的礼堂残墙推倒后建立的火灾教育主题公园，是少數紀念中國火災的公園。惟该园的建设至2007年尚未完工，僅“一个门楼、一堆土包、一座亭子，一圈围墙”。亲属将鉴园视为纪念地，每年来此凭吊。
三大片是火灾死者的墓地。

## 文藝作品
作家张贤亮1983年去新疆时得知该火灾情况，触动他写下小说《肖尔布拉克》。2006年他在《新疆旧事》一文中提及此事。